# Аль-Хаджжадж ибн Юсуф
Абу Мухаммад аль-Хаджжа́дж ибн Ю́суф ас-Сакафи (араб. أبو محمد الحجاج بن يوسف الثقفي‎, дословно — «Костолом»; 661, Таиф (город), Аравия — 714, Васит, Ирак) — арабский полководец, омейядский наместник в Хиджазе (692—694) и в Ираке (694—714).

## Биография

### Ранние годы
Аль-Хаджжадж родился в городе ат-Таиф в Хиджазе в 70 км юго-восточнее Мекки. Его имя при рождении было Кулайб (араб. كليب‎), но позже он изменил его на «аль-Хаджжадж» означающее «костолом».

### Характер
Современники отмечали в аль-Хаджжадже прямоту, доходящую до резкости и грубости. Например, когда аль-Хузайл ибн Имран, компаньон и друг Бишры ибн Марвана, явился на военный совет в длинной, доходящей до земли одежде, аль-Хаджжадж бросил ему при всех: «Подбери одежду!» Привыкший к заискивающему тону аль-Хузайл обиделся и возразил «Таким, как я, амир, такого не говорят», в ответ на что аль-Хаджжадж прикрикнул: «Нет, клянусь Аллахом, говорят, и даже рубят головы». После подавления мятежа в Басре аль-Хаджжадж отправил на смерть всех зачинщиков, невзирая ни на какие чины и степени родства — так, несмотря на заступничество Аббада и Кутейбы, был обезглавлен аль-Хузайл. После подавления восстания в Басре аль-Хаджжадж явился на собрание всей политической верхушки и жёстко выбранил всех собравшихся в таком духе: «Ваши рабы и подметальщики восстали, а вы не можете с ними справиться». Наказывая мятежников, аль-Хаджжадж особенно широко применял практику конфискации имущества — конфисковывал его не только у пленных, но и у семей убитых. Так, по его приказу было конфисковано поместье Абдаллаха ибн Анаса — сына сподвижника Мухаммеда, в девятилетнем возрасте прислуживавшего ему во время похода в Басру. Когда в незаконности данного действия аль-Хаджжаджа обвинил сам Анас ибн Малик, аль-Хаджжадж обозвал последнего старым дураком и бунтовщиком, после чего прогнал. Лишь личное вмешательство халифа разрешило ситуацию. Всю жизнь аль-Хаджжадж демонстративно носил простой чёрный плащ и чёрную же чалму — и в таком же наряде являлся на приём к аль-Валиду во дворец. Жена аль-Валида, Умм Банин, по этому поводу замечала мужу: «Приятнее мне было бы видеть тебя беседующим с ангелом смерти, чем с ним». Будучи безродным, аль-Хаджжадж из принципа никогда не шёл на уступки выходцам из богатых семей, чем за годы нажил себе множество врагов.

### Военная деятельность

#### Начало карьеры
Аль-Хаджжадж переехал из Таифа в Дамаск в первые годы правления халифа Абд аль-Малика, чтобы служить в полиции (шурта) под руководством Равха ибн Зинбы аль-Джуззами, визиря халифа. Он привлёк внимание Абд аль-Малика тем, что быстро восстановил дисциплину среди мятежных войск, с которыми был отправлен в Ирак против Мусаба ибн аз-Зубайра. Во время этой кампании аль-Хаджжадж отличился подвигами. После победы над Мусабом в Маскине на реке Дияла в 691 году (72 г. х.) по приказу халифа он во главе около 2000 сирийцев отправился из Куфы в Мекку, против Абдуллаха ибн аз-Зубайра. Он выдвинулся на родной Таиф, который взял без каких-либо боевых действий и использовал в качестве базы.
Халиф поручил аль-Хаджжаджу сначала провести переговоры с Ибн аз-Зубайром и гарантировать ему амнистию, если он капитулирует, в противном случае изморить осадой, но ни в коем случае не доводить дело до кровопролития в Мекке. аль-Хаджжадж выдвинулся из Таифа с отрядом из 2 тыс. бойцов в конце ноября 691 года и достиг Мекки в марте 692 года, попутно приводя к повиновению отдельные бедуинские племена. В описываемый период времени Мекка не имела ещё крепостных стен, а основной поток продовольствия в неё поступал из Египта. Взятие города в блокаду 25 марта 692 года (начало зу-ль-када 72 г. х.) войсками аль-Хадджаджа имело не только психологический эффект, но и порождало голод, вследствие чего аль-Хаджжадж счёл, что сможет переговорами и угрозой вторжения сломить ибн Аз-Зубайра. Сверх того, было известно, что биться с правительственными войсками за ибн Аз-зубайра насмерть будут только непосредственно курайшитские роды асад, зухра и махзум, а из всех иноплеменных союзников — только ахабиш. Вместе защитники могли выставить 300—400 боеспособных мужчин, так что были обречены в случае штурма. Аль-Хаджжадж полагал, что сторонники ибн аз-Зубайра осознают это и побояться идти на конфронтацию. Переговоры, к неудовольствию аль-Хаджжаджа, затягивались, а потому он отправил гонца просить у Абд аль-Малика подкрепления и разрешение взять город силой, параллельно с этим начав обстрел камнемётными машинами.
Аль-Хаджжадж удовлетворил просьбу Ибн аз-Зубайра приостановить обстрел города хотя бы на время хаджа — однако возобновил его сразу после завершения тавафа. Вследствие конструктивных особенностей баллисты кучность огня была невысока, отдельные камни попадали по мирным жителям и даже задевали Ка’абу. Впоследствии это неоднократно припоминали аль-Хаджжаджу как самый тяжёлый грех, а иногда даже приписывали ему сожжение Каабы, в действительности произошедшее в 683 г. н. э.. После произошедшего от Ибн аз-Зубайра отвернулись почти все бывшие союзники; наиболее преданные же уговорили Ибн аз-Зубайра не сдаваться на милость аль-Хаджжаджа и халифа, но умереть почётной смертью — в бою. Все они погибли в ходе сражения, завершившегося у стен самой Каабы; тело Ибн аз-Зубайра по приказу аль-Хаджжаджа было распято на воротах Мекки, чтобы каждому была известна судьба бунтовщика.

#### Подавление хариджитских движений
С 694 г. н. э. (76 г. х.) аль-Хаджжадж вёл активные действия против хариджитов и зинджей, стремясь не допустить распространения мятежа на Хузистан и создания объединённого фронта двух этих групп. Он жестоко подавил организованный знатью мятеж в Басре, предав смерти всех зачинщиков мятежа без снисхождения к занимаемым должностям, заслугам в исламе и степеням родства. Для устрашения потенциальных мятежников аль-Хаджжадж приказал конфисковывать имущество не только у помилованных рядовых участников мятежа, но и у семей покойных предводителей.
После подавления мятежа зинджей и басрийской оппозиции аль-Хаджжадж организовал и провёл подавление мятежа хариджитов, наиболее успешно — их умеренного, суфритского, крыла под предводительством Шабиба ибн Йазида. После трёх месяцев безуспешных погонь и засад, убедившись в слабой боеспособности (или в нежелании воевать) войска Куфы, аль-Хаджжадж запросил у халифа Абдул-Малика сирийскую гвардию и вызвал из Фарса конницу аль-Мухаллаба Аттаба ибн Варки. К июлю 696 г. н. э. запертое между гарнизоном Мадаина, сирийцами и конницей Аттаба, хариджитское войско Шабиба было оттеснено в Дар-ар-Ризк и рассеяно; сам Шабиб ибн Йазид при этом скрылся. Предводителя мятежников аль-Хаджжадж выискивал почти год, пока не настиг в марте 697 г. н. э. (в последний месяц 76 г. х.) около Дуджайла. Во время ночного боя и последовавшего отступления через Дуджайл Шабиб ибн Йазид утонул, а мятеж суфритов — подавлен. Считается, что более чем двухлетние погони правительственных войск за немногочисленным летучим отрядом Шабиба ибн Йазида обусловлены не в последнюю очередь нежеланием родовитых военачальников подчиняться безродному и принципиальному аль-Хаджжаджу.
Параллельно с подавлением умеренных хариджитов-суфритов, аль-Хаджжадж вёл кампанию по подавлению радикальных хариджитов-азракитов. С перерывом на зиму 696—697 годов н. э., когда командир операции аль-Мухаллаб Аттаба ибн Варка был отозван для помощи с поимкой Шабиба ибн Йазида, кампания эта длилась более двух лет. Азракиты проявляли куда большую жестокость, чем бойцы аль-Хаджжаджа, а потому правители городов, где укрывались мятежники, не отваживались сотрудничать с правительственными войсками. Постепенно подчинённые аль-Хаджжаджу войска оттесняли азракитов всё дальше на восток — пока, наконец, мятежники не раскололись на три противоборствующих лагеря и не укрылись в Кирмани. Последние стадии подавления мятежа азракитов излагаются различно — однако все они сходятся на том, что ядро мятежников (более 4000 бойцов) было вырезано, а их семьи стали добычей победителей. В отношении смерти предводителя восстания, Китари, существует ещё больше версий с ещё более разнящимися описаниями событий — однако все они сходятся на том, что решающий бой произошёл в горах Табаристана и что мавла по имени Базам убил Китари, когда тот упал с коня.
Последние, наименее воинственные представители хариджитов, после разгрома суфритов и азракитов укрылись в Сиджистане и ограничились лишь точечными вылазками. аль-Хаджжадж запросил у халифа разрешения двигать войска в Сиджистан и получил его, однако столкнулся с проблемой командования. Главой войска в 699 году н. э. был назначен Абдаррахман ибн Мухаммад ибн аль-Аш’ас, внук того самого аль-Аш’аса, который возглавил хадрамаутскую ридду. По всем законам ислама Абдаррахман был невиновен, однако между ним и аль-Хаджжаджем существовала открытая ненависть. Конфликт перешёл в открытую фазу, когда Ибн аль-Аш’ас тактике блицкрига предпочёл медленный захват территорий и размещение в захваченных землях крепостей. Узнав об этом, а также о планах на зимовку вместо зимнего наступления в горные районы Табаристана, аль-Хаджжадж в конце того же года разразился гневным и оскорбительным письмом, текст которого стал быстро знаком всему окружению ибн аль-Аш’аса. Во время пятничного моления поздней осенью осенью 700 года н. э. войско отреклось от аль-Хаджжаджа и присягнуло на верность Абдаррахману ибн аль-Аш’асу; среди прочего звучали призывы свергнуть халифа, пославшего в Ирак такого жестокого наместника. аль-Хаджжадж не преминул довести эти сведения до Абдалмалика и запросил дополнительные войска, которые стекались в Басру всю зиму 700—701 годов.

#### Раскол аристократии Ирака и его подавление
Правящая верхушка Басры в очередной раз попыталась избавиться от слишком принципиального и оттого ненавистного им наместника, заперев ворота и бросив его с небольшим отрядом перед наступающей армией ибн аль-Аш’аса — и лишь 100 000 дирхемов, уплаченные наместнику города соплеменниками аль-Хаджжаджа, заставили чиновника поменять решение. Впрочем, едва узнав о произошедшем, аль-Хаджжадж изъял деньги и жестоко покарал виновных. После этого события аль-Хаджжадж не мог чувствовать себя в безопасности и, покинув город, 7 февраля 701 года н. э. перебрался в Мирбад. В последнее воскресенье мухаррама 82 г. х. — то есть, 13 марта 701 года н. э. — состоялась битва, в ходе которой войска ибн аль-Аш’аса отбросили бойцов аль-Хаджжаджа и ворвались в лагерь, однако быстро принялись за грабёж и драки, после чего были наголову разбиты контратакой правительственных войск. Сам ибн аль-Аш’ас спасся бегством в Куфу, желая тем самым отрезать аль-Хаджжаджа от Сирии; оставив наместником в Куфе Абдаррахмана ибн аль-Аббаса (правнука аль-Хариса, дяди Пророка). Взяв Куфу, аль-Хаджжадж не стал казнить всех мятежников включая Абдаррахмана — он помнил о приказе халифа относиться с уважением к потомкам и родственникам Пророка — однако наиболее ревнивых последователей ибн аль-Аш’аса всё же перебил.
Новости о произошедшем под Мирбадом бое дошли до Басры в искажённом виде: начальник полиции города Маттар ибн Наджийя решил, что аль-Хаджжадж был разбит полностью, а потому взял в осаду резиденцию наместника. Наместник аль-Хаджжаджа, Абдаррахман ибн Абдаррахман, успел покинуть резиденцию и город незадолго до того, как к Маттару поступили правильные новости: аль-Хаджжадж жив и сумел обратить минутное поражение в крупную победу. Испугавшись, Маттар попытался переманить население на свою сторону, однако не преуспел в этом начинании. Вскоре после этого, в конце сафара (10-15 апреля 701 года н. э.) в Басру прибыл ибн аль-Аш’ас, и лишь после этого город склонился на его сторону — сторону формального мятежа против аль-Хаджжаджа и халифа. Армии ибн аль-Аш’аса, Абдаррахмана ибн Абдаррахмана и аль-Хаджжаджа сошлись 1 раби (15 апреля) под монастырём Дайр аль-Джамаджим, однако в прямой бой не вступили; началось затяжное противостояние. Узнав о том, что решающий бой всё не происходит, халиф ошибочно решил, что аль-Хаджжадж неспособен подавить мятеж и пошёл на переговоры с ибн аль-Аш’асом. Последний же в переговорах был явно не заинтересован: в случае победы над аль-Хаджжаджем он и так стал бы наместником провинции, да и экстремисты не позволили бы своему командиру принять мир из рук халифа, которого он недавно призывал свергать. Только получив отказ, послы халифа во главе с его братом Мухаммадом ибн Марваном присоединились к аль-Хаджжаджу. Достоверных описаний сражения и численности противоборствующих сторон не сохранилось. Решающая битва состоялась 26 июля; первую атаку осуществили мятежники; ход сражения, как под Басрой, переломила конница. Пока довершалось избиение мятежников, пытавшихся укрыться в лагере, ибн аль-Аш’ас бежал в Куфу, заехал домой, не слезая с коня попрощался с женой и дочерью, после чего скрылся в направлении Хузистана.
По отношению к жителям Куфы, принявшим у себя в городе ибн аль-Аш’аса и фактически тоже участвовавшем в мятеже, аль-Хаджжадж вновь проявил милосердие: казни были не массовыми, а точечными. Наиболее же видные представители знати получили всего лишь строгое внушение; имущество конфисковано не было ни у кого. Пока аль-Хаджжадж приводил Куфу в повиновение, ибн аль-Аш’ас объявился около Басры; узнав об этом, курайшиты изгнали наместника города Айюба ибн аль-Хакама и изъявили полную покорность. Войска обоих военачальников выступили навстречу друг другу и сошлись в конце сентября около селения Маскин, после чего практически месяц не вступали в открытый бой, созывая подкрепления. Наконец, 14 или 15 ша’бана (23 или 24 сентября) произошло сражение — однако оно описывается ещё менее определённо, чем сражение под Дейр аль-Джамаджим. Ибн аль-Аш’ас, чувствуя слабость своего войска, вновь бежал, оставив на поле боя несколько тысяч бойцов — вероятно, на основании последних милостивых решений аль-Хаджжаджа он решил, что характер противника смягчился. Это было крупным просчётом: теперь бой шёл в почти открытом поле, а не под стенами столицы, жителей которой надо было задабривать. По приказу аль-Хаджжаджа было перебито 5-6 тысяч пленных. После этого, весьма непродолжительного избиения, правительственные войска отправились в погоню.
Ибн аль-Аш’ас не нашёл больше поддержки ни в Кирмане, ни в Фарсе и потому направился в Сиджистан, где он сам некогда оставил лояльных наместников. Прибытие поверженного кумира, однако, их не обрадовало: наместник Зеренджа закрыл перед ним ворота, а правитель Бусты запустил его в город и арестовал с целью выдачи правительственным войскам. Выручил мятежника лишь правитель Кабулистана, вовремя подошедший к Бусту. Однако когда в Сиджистан вступило правительственное войско, укреплённое сирийцами, среди мятежников начался раскол — слишком много поражений потерпел ибн аль-Аш’ас и слишком неудачно он действовал после них. Мятежники раскололись на несколько легерей и рассредоточились по окрестностям. аль-Хаджжадж вновь приказал казнить всех пленников, невзирая на родословную и заслуги перед исламом. После этого, поскольку Басра и Куфа показали себя слишком ненадёжными городами, была начата стройка новой столицы провинции — Васита, расположенного в ущелье Васит аль-Касаб («посредине тростника»), куда не только насильственно сгонялись работники, но и насильственно переселялась часть знати Басры и Куфы. Вместе с тем для нужд города были распаханы земли, заброшенные ещё при Му’авии и началось заселение региона.

#### Смена власти в Халифате и последние годы аль-Хаджжаджа
К описываемому времени халиф достиг 60-летнего возраста и стал всерьёз задумываться над передачей власти. Внутрисемейные переговоры являлись делом интимным и потому точных сведений об их ходе нет; достоверно известно лишь, что на момент передачи власти детям халифа ещё был жив его младший брат. Наиболее вероятна версия, согласно которой Абдул-Малик не сумел уговорить своего брата Абдул-Азиза отречься от власти добровольно, а потому просто пренебрёг данной отцу клятвой и привёл присягу своим сыновьям, аль-Валиду и Сулейману. Этот акт прошёл без крупных эксцессов — арабские источники упоминают только два происшествия, характер которых сводится к тому, что нельзя присягать новому правителю при ещё живом старом. Дети же Абдул-Азиза оказались совершенно отстранены от власти — даже в Египте, которым их отец правил последние 30 лет и где уже успела сложиться своя местная элита. Гражданской войны удалось избежать прежде всего потому, что осенью того же года скончался сын Абдул-Азиза, после чего тяжело заболел и вскоре скончался сам Абдул-Азиз. Благодаря этому аль-Хаджжадж сохранил всё своё влияние в восточных провинциях.
На фоне этого сохранения прежней структуры (Ближний Восток как был, так и остался уделом рода Марвана) аль-Хаджжадж продолжил устранять своих старых врагов. Последние очаги потенциального мятежа были задавлены в конце 704 года н. э. (85 г. х.). Видя неизменность влияния наместника, за свои посты и жизни забеспокоились дети аль-Мухаллаба — как уже говорилось, аль-Хаджжадж состоял с их отцом в крайне непростых отношениях. Все они были безоговорочно преданы лично халифу, но не наместнику, а также пользовались авторитетом — как отцовским, так и своим. Аль-Хаджжадж расценивал наличие авторитетных и своевольных подчинённых, не испытывавших к нему личной преданности, как потенциальную угрозу. Пытаясь укрепить лояльность войск и укрепить любовь местного населения, старший сын аль-Мухаллаба, Йазид ибн аль-Мухаллаб, устроил щедрую раздачу денег — в чём аль-Хаджжадж не преминул усмотреть расточительство и казнокрадство. Пользуясь полномочиями наместника, аль-Хаджжадж сместил Йазида ибн аль-Мухаллаба и поставил на его место второго сына аль-Мухаллаба — аль-Муфаддала ибн аль-Мухаллаба. В первые же дни своего правления последний допустил роковую ошибку — стремясь укрепить свой авторитет перед войском, раздал бойцам всю добычу, не отослав наместнику полагающуюся по Корану 1/5 часть. Это действие аль-Хаджжадж расценил уже не просто как казнокрадство, но как измену вере.
На место аль-Муфаддала ибн аль-Мухаллаба аль-Хаджаз поставил Кутайбу — такого же, как и она сам, кайсита и такого же выходца из небольшого племени бахила. Не имея в Хорасане опоры, новый наместник целиком зависел от благосклонности аль-Хаджжаджа. С появлением Кутайбы началось систематическое завоевание Мавераннахра. Походы 705—706 годов н. э. привели к покорности восточные побережья Сырдарьи, в 707—708 годах н. э. началось покорение Бухарского оазиса, а к 709 году н. э. была взята и сама Бухара. Покорённые области были обязаны выплачивать значительный налог — новый халиф аль-Валид с первых дней своего правления приступил к монументальному строительству, требовавшему огромных вливаний.
Арестом одного аль-Муффадала, однако, аль-Хаджжадж не ограничился — к началу 705 года н. э. со своих постов были смещены все дети аль-Мухаллаба. Хабиб был изгнан с поста наместника Кирмана, а Абдалмалик — с поста начальника полиции. С детей аль-Мухаллаба стали требовать долги времён правления Хорасаном — так, со старшего, Йазида, затребовали 6 или 7 миллионов дирхемов. Когда тот не смог выплатить долг и отказался от него, его стали пытать — и пытали так, что крики истязаемого разносились по всему дворцу. Слыша их, начала кричать и сестра пытуемого, Хинд, которую аль-Хаджжадж взял в жёны — а за излишне громкие крики развёлся. После безуспешных пыток аль-Хаджжадж снизил требуемые выплаты до 3 миллионов, но Йазид отказался и от них, за что был брошен в тюрьму ещё на 4 года.
В это же время, 711—712 годах н. э., на западе войска Халифата достигли Окружного моря (Атлантического океана) и начали вторжение в Испанию. Аль-Хаджжадж запросил у халифа разрешения начать завоевательный поход на восток, так же до Окружного моря — в ответ на что получил разрешение со словами «ты амир всего, что завоюешь». Из этого заверения родилась впоследствии легенда о том, что аль-Валид пообещал аль-Хаджжаджу и Кутайбе отдать титул амира Китая тому из них, кто первым его завоюет. Экспансия на восток за период 711—714 годов н. э. под руководством аль-Хаджжаджа и Кутайбы увеличила площадь Халифата минимум на 600 000 км², а число налогоплательщиков — минимум на миллион. Сам аль-Хаджжадж скончался от какой-то болезни в самый разгар этой кампании — 7 июня 714 г. н. э.; будучи принципиален до конца, он не назначил своего сына своим прямым наследником, а разделил власть между наместниками. С его смертью завершилась целая эпоха в восточной половине Халифата — а, возможно, и всего Халифата в целом. Не было и не появлялось более преданного слуги умайадских халифов, чем он.

## Оценка правления
Современники отмечали жестокость аль-Хаджжаджа, о чём упоминалось выше, однако не имеется свидетельств о том, была ли эта жестокость чрезмерна, оправдана или же недостаточна.
Ранние историки — например, Халифа ибн Хайат и аль-Якуби — воздерживались от оценки правления аль-Хаджжаджа, ограничиваясь указанием даты, места и причины смерти. Так же скупы были несколько более поздние ат-Табари и аль-Амаш, не упоминавшие ни заслуг, ни недостатков аль-Хаджжаджа. Лишь аль-Масуди говорит о страшном итоге правления аль-Хаджжаджа: будто бы по его приказам было казнено на общий счёт 120 тыс. человек, не считая убитых в войнах; в тюрьмах же на момент смерти аль-Хаджжаджа будто бы находилось 50 тыс. мужчин и 30 тыс. женщин (из них 16 тыс. — муджаррада, то есть «неприкрытых»), причём заключённых обоего пола будто бы содержались в камерах совместно, а сами камеры будто бы не были даже оборудованы для защиты от дождей.
Поздние версии, основанные на трудах аль-Масуди, развивают описываемые им ужасы ещё больше. Однако уже сами данные ал-Масуди вызывают множество вопросов. Известно, что гражданская власть в Ираке отошла после смерти аль-Хаджжаджа к его же начальнику полиции — зачем ему было проводить пересчёт заключённых? Зачем самому аль-Хаджжаджу было арестовывать такое количество женщин, а тем более содержать их вместе с мужчинами? Ответ на эти вопросы преподносит сам аль-Масуди, рассказывая о рождении аль-Хаджжаджа: тот будто бы родился без ягодиц и заднего прохода, не прикладывался к груди матери и других женщин. Спас его будто бы лекарь, посоветовавший поить младенца тёплой кровью только что убитых животных. Три дня для него резали то козу, то овцу — и лишь после этого аль-Хаджжадж принял материнскую грудь. Понятно, какой злодей должен был вырасти из подобного младенца; эту историю, не требующую никакой критики, стоит привести, чтобы оценивать адекватность всех сведений аль-Масуди. Сложнее установить точное число жертв репрессий, проводимых аль-Хаджжаджем — известно, что они были, вопрос в том, во сколько раз преувеличены цифры.
Из достоверно имевших место казней наиболее массовая привела к гибели 4 тыс. мятежников после битвы на Дуджайле — но большинство из них было неарабского происхождения. Представляется, что аль-Хаджжадж устраивал показательные казни среди инородцев только с целью отбить у них желание заниматься политикой — по представлению арабов, сугубо внутриарабским делом. С арабами аль-Хаджжадж обращался куда как милосерднее: конфискация имущества, пусть и массовая, совершенно несопоставима с массовыми казнями. Рядовых участников восстаний аль-Хаджжадж миловал чаще, чем казнил; безоговорочно смерти предавались только представители местной аристократии, шедшие против верховной власти халифа. Наиболее достоверной кажется та версия, что аль-Хаджжадж не был жесток патологически, а казнил ради воплощения высшей идеи «не государство для людей, но люди для государства (в лице халифа)». Наиболее чётко эта идея сформулирована в ответе самого аль-Хаджжаджа на язвительный вопрос Халида ибн Йазида ибн Му’авии: «Доколе ты, Абу Мухаммад, будешь убивать иракцев?» — «Пока они будут говорить о твоём отце, что он пил вино».
Той же цели служила и его фискальная политика: даже добывая долги пытками, аль-Хаджжадж ничего не забирал себе, отправляя все собранные деньги халифу. То, что ибн Хурдатбех называл политику аль-Хаджжаджа с ежегодными сборами в 18 млн дихремов провальной, говорит строго об обратном. Вопрос в том, как трактовали эти цифры поздние историки. Требуя пополнения казны, аль-Хаджжадж прощал мелкие прегрешения чиновникам всех уровней — но преступлений против государства не прощал. Среди всех современников именно аль-Хаджжадж был наиболее ярым ревнителем интересов халифа и Халифата.
Показательно, что смерть аль-Хаджжаджа не вызвала не только волнений в Иране, но даже никто не откликнулся на неё обычным для эпохи памфлетом или сатирическим стишком (которые появлялись даже на смерти халифов). Официально эта смерть была объявлена большим горем, и практика не слишком-то разошлась с официальной версией.